# Collins Glacier
Collins Glacier är en glaciär i Antarktis. Den ligger i Östantarktis. Australien gör anspråk på området. Collins Glacier ligger 963 meter över havet.
Terrängen runt Collins Glacier är platt söderut, men norrut är den kuperad. Trakten är obefolkad. Det finns inga samhällen i närheten.